# Comuna Kaceanivka, Hmilnîk
Kaceanivka (în ucraineană Качанівка) este o comună în raionul Hmilnîk, regiunea Vinnița, Ucraina, formată din satele Kaceanivka (reședința) și Semkî.

## Demografie
Componența lingvistică a satului Kaceanivka
     Ucraineană (99,18%)
     Alte limbi (0,51%)
Conform recensământului din 2001, majoritatea populației satului Kaceanivka era vorbitoare de ucraineană (99,18%), existând în minoritate și vorbitori de alte limbi.